# Chassés-croisés sur une lame de rasoir
Pour les articles homonymes, voir Chassé-croisé.
Pour plus de détails, voir Fiche technique et Distribution.
Chassés-croisés sur une lame de rasoir (Passi di danza su una lama di rasoio) est un giallo hispano-italien réalisé par Maurizio Pradeaux et sorti en 1973.

## Synopsis
Kathy, une jeune suédoise, assiste par hasard au meurtre du danseur Martinez depuis un télescope du Janicule, sans voir le visage du tueur. Après le meurtre de deux témoins, la police utilise Kathy comme appât, mais en vain. Son partenaire, Alberto Morosini, est soupçonné de ces crimes, car il existe des preuves que le coupable est un infirme, et lui-même s'est récemment blessé à une jambe. Le meurtre de Martinez est également lié à celui d'une autre danseuse, qui s'était déjà produit de manière identique : le tueur en série achève ses victimes avec une lame de rasoir. Au même moment, Lidia Arrighi, une journaliste du Paese sera, tente de découvrir la vérité. Plus tard, la danseuse Magda meurt des mains du meurtrier, tout comme Ines Ferretti, un témoin retrouvé par Arrighi.
L'enquête de Kathy et Morosini à l'école de danse de Martinez permette d'identifier le coupable, qui est abattu par la police alors que Kathy est sur le point de subir le même sort que les autres femmes. Le meurtrier est Marco, un musicien, petit ami d'Arrighi, qui a commis les crimes parce qu'il était obsédé par sa propre impuissance sexuelle. 

## Fiche technique
- Titre original : Passi di danza su una lama di rasoio[1] (litt. « Pas de danse sur une lame de rasoir »)
- Titre français : Chassés-croisés sur une lame de rasoir ou Chassé-Croisé sur une lame de rasoir[2]
- Titre français alternatif : Devil Blade (« sortie VHS »)
- Réalisateur : Maurizio Pradeaux
- Scénario : Arpad De Riso, Maurizio Pradeaux, Alfonso Balcázar, George Martin
- Photographie : Jaime Deu Casas
- Montage : Eugenio Alabiso et Enzo Alabiso
- Musique : Roberto Pregadio
- Costumes : Mauro Grappasonni
- Maquillage : Duilio Giustini
- Production : Alfonso Balcázar, Mario Caporali
- Société de production : Cinitalia, SEFI (Societa Europea Films Internazionali Cinematografica), Balcázar Producciones Cinematográficas
- Pays de production :  Italie -  Espagne
- Langue de tournage : italien
- Format : Couleur par Eastmancolor - 1,85:1 - Son mono - 35 mm
- Durée : 84 minutes (1h24)
- Genre : Giallo
- Dates de sortie :
  - Italie : 5 janvier 1973
  - France : 27 juin 1974

## Distribution
- Robert Hoffmann : Alberto Morosini
- Nieves Navarro (sous le nom de Susan Scott) : Kathy
- Anuska Borova : La journaliste Lidia Arrighi
- Serafino Profumo
- Anna Liberati : secrétaire
- Simon Andreu : Marco, le petit ami de Lidia
- Rosita Toros : Ines Ferretti
- Cristina Tamborra : Magda Hopkins
- Nerina Montagnani : Marta Guerri
- Orlando Baralla : Général
- Gianni Pulone : pompier
- Salvatore Borgese : Asdrubale Magno
- Rodolfo Lolli : Lolli, assistant de l'inspecteur
- Carlo Carli
- George Martin : inspecteur Merugi
- Elisa Mainardi : Mme Okrowich
- Luciano Rossi : Riccardo, le petit ami de Silvia (non crédité)